# کلاته سادات بالا (داورزن)
کلاته سادات بالا روستایی در دهستان مهر بخش باشتین شهرستان داورزن استان خراسان رضوی ایران است.

## جمعیت
بر پایه سرشماری عمومی نفوس و مسکن در سال ۱۳۹۵ جمعیت این روستا ۱۲۷ نفر (۴۹خانوار) بوده‌است.